# بهترین ضربه
بهترین ضربه (کره‌ای: 최고의 한방; لاتین‌نویسی اصلاح‌شده: Choegoui Hanbang) یک مجموعهٔ تلویزیونی کره جنوبی بازی یون شی-یون، لی سه یونگ، کیم مین-جه و چا ته-هیون است. این مجموعه از ۲ ژوئن تا ۲۲ ژوئیه ۲۰۱۷، روزهای جمعه و شنبه ساعت ۲۳:۰۰ (کی‌اس‌تی) از کی‌بی‌اس۲ برای ۳۲ قسمت پخش شد.
بهترین ضربه اولین درام به کارگردانی یو هو-جین بود که پیش از این کارگردانی فصل سوم ورایتی شوی ۲ روز و ۱ شب را بر عهده داشت و نخستین کارگردانی چا ته-هیون به‌شمار می‌آید و همچنین در آن بازی کرده‌است.

## بازیگران

### اصلی
- یون شی-یون در نقش یو هیون-جه
- لی سه یونگ در نقش چوی وو-سونگ
- کیم مین-جه در نقش لی جی-هون
- چا ته-هیون در نقش لی گوانگ-جه